# Де Врис, Джек
Джек де Врис (англ. Jack de Vries; 28 марта 2002, Дейтон, Огайо, США) — американский футболист, полузащитник нидерландского клуба «Ден Босх».

## Ранние годы
Джек родился в Дейтоне, штат Огайо, в семье сын нидерландского футболиста Раймо де Вриса. Затем его семья переехала в Брюссель, Бельгия, где он провёл несколько лет в академии «Андерлехта». Позже его семья переехала в Верджиния-Бич, штат Виргиния, а в 2015 году — в район Филадельфии.

## Клубная карьера
К академии клуба «Филадельфия Юнион» де Врис присоединился в 2015 году. В 2019 году он начал привлекаться к матчам фарм-клуба «Юниона» в USL — «Бетлехем Стил». 20 августа 2019 года «Филадельфия Юнион» подписал с де Врисом профессиональный контракт по правилу доморощенного игрока, вступающий в силу с 1 января 2020 года. В MLS он дебютировал 9 июля 2020 года в матче Турнира MLS is Back против «Нью-Йорк Сити», заменив в конце второго тайма Алехандро Бедойю.
31 августа 2021 года де Врис отправился в аренду в итальянскую «Венецию» на один год. За основной состав «Венеции» он дебютировал 14 декабря 2021 года в матче ⅛ финала Кубка Италии 2021/22 против «Тернаны», заменив Арнора Сигурдссона на 80-й минуте. 7 июля 2022 года «Венеция» выкупила де Вриса у «Филадельфия Юниона».
Летом 2025 года перешёл в нидерландский «Ден Босх», подписав двухлетний контракт до середины 2027 года с возможностью продления ещё на один сезон.

## Международная карьера
В 2019 году в составе юношеской сборной США де Врис принял участие в юношеском чемпионате КОНКАКАФ, где завоевал серебряные медали. На турнире он сыграл в матчах против Канады и Барбадоса.

## Достижения
Командные
 «Филадельфия Юнион»
- Победитель регулярного чемпионата MLS: 2020

 США (до 17)
- Серебряный призёр юношеского чемпионата КОНКАКАФ: 2019